# Alessandria Asiana
Alessandria Asiana fu una città dell'antica Persia fondata tra Pasargade ed Ecbatana da Alessandro Magno, durante la campagna che condusse nell'attuale Iran. La sua precisa localizzazione è sconosciuta, tuttavia i centri abitati di Eskandari-ye Baraftab e Eskandari-ye Nesa, entrambi situati nella provincia di Isfahan, sono stati indicati come possibili posizioni del sito originale.